# Солнцевка (Омская область)
Со́лнцевка — село в Исилькульском районе Омской области. Административный центр Солнцевского сельского поселения.

## Этимология
Немецкое название по молочанской колонии Тигервейде, русское название по фамилии землевладельца Солнцева.

## География
Село расположено в лесостепи в пределах Ишимской равнины, относящейся к Западно-Сибирской равнине. К северу расположен Камышловский лог. К северо-востоку расположено озеро Ибитинское. В окрестностях деревни — редкие осиново-берёзовые колки и полезащитные лесополосы. Почвы — чернозёмы обыкновенные языковатые и чернозёмы остаточно-карбонатные, а также солонцы луговые (гидроморфные). Высота центра населённого пункта — 124 метра над уровнем моря.
По автомобильным дорогам расстояние до областного центра города Омск — 150 км, до районного центра города Исилькуль 10 км. Ближайшая железнодорожная станция расположена в городе Исилькуль. Через село проходит областная автодорога Исилькуль — Называевск.
Климат
Климат умеренный континентальный (согласно классификации климатов Кёппена-Гейгера — тип Dfb). Среднегодовая температура положительная и составляет +1,2 °C, средняя температура самого холодного месяца января −17,6 °C, самого жаркого месяца июля +19,3 °C. Многолетняя норма осадков — 375 мм, наибольшее количество осадков выпадает в июле — 65 мм, наименьшее в феврале и марте — 13 мм.

## История
Основана переселенцами Екатеринославской губернии и молочанских колоний в 1902 году. До 1917 года — меннонитско-баптистско-лютеранское село в составе Ново-Екатериновской волости Омского уезда Акмолинской области. В 1907 году открылась первая школа. В 1911 году открыт молельный дом. В 1920-х годах организовано семеноводческое и племенное товарищество, действовала начальная школа. В 1928 году организован колхоз имени Кузнецова, в 1930 году — колхоз «Ландман», с 1939 года действовал колхоз имени Мичурина, впоследствии колхоз имени Ленина. В 1961 году построен дом культуры на 450 мест. С 1964 года действует средняя школа. В 1975 году завершилось строительство нового здания школы на 624 места. В 1971 году была построена первая дорога с твердым покрытием. В конце 1980-х году открыт водопровод. В 1998 году село было газифицировано.

## Население
Динамика численности населения
| 1920 | 1926 | 1970 | 1979 | 1989 | 2005 |
| ---- | ---- | ---- | ---- | ---- | ---- |
| 105  | 102  | 1502 | 1539 | 1839 | 1851 |

| 1926 | 2002  | 2010  |
| ---- | ----- | ----- |
| 102  | ↗1829 | ↘1805 |

В 1989 году 77 % населения составляли немцы, в 2005 году — 40 %.